# Косой парус
Косы́е паруса́ — паруса, которые ставятся в диаметральной плоскости вдоль судна. Имеют много разновидностей. В отличие от прямых парусов, позволяют судну идти круче к ветру, под углом до 20°. К косым парусам относятся и треугольные паруса.
Косые паруса передней кромкой крепятся к мачте, так как располагаются позади неё. Такие паруса имеют лучшие тяговые характеристики по сравнению с прямыми парусами при плавании против ветра, поэтому спортивные яхты оснащают именно косыми парусами.

## Простые косые паруса

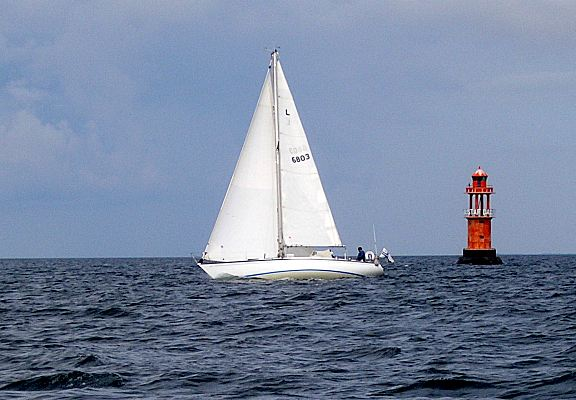
Бермудский парус
Треугольный парус, передняя шкаторина которого растягивается по мачте, а нижняя по гику.
На данный момент является наиболее распространённым типом паруса на яхтах. По простоте управления, постановки и тяговым характеристикам является бесспорным лидером.
- гафельный парус
- шпрюйтовый парус (гуари)

## Рейковые косые паруса
Лати́нский па́рус

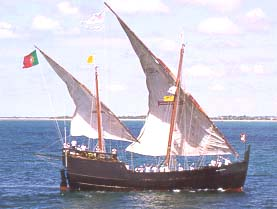
Двухмачтовая каравелла-латина открыла эпоху великих географических открытий

Имеет вид прямоугольного треугольника. Верхней шкаториной (гипотенузой) крепится к рейку, наклонённому вперёд. Для латинских парусов реек носит название «рю». Передний конец рю доходит до палубы, он называется «тележка». За тележку берётся галс. Особенность латинского парусного вооружения в том, что тележка при смене галса должна пересечь вант. Поэтому ванты на судах с латинским вооружением делают разъединяющимися, и смена галса требует больше работы, чем для других типов парусов. Тем не менее, в средние века латинский парус получил широкое распространение благодаря способности судна с таким парусом ходить очень круто к ветру.
Лю́герный (ре́йковый) парус

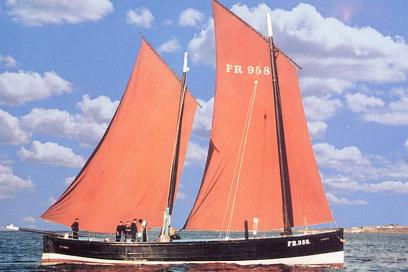
Судно с люгерным парусным вооружением

Парус чаще всего в форме неправильной трапеции, верхней шкаториной крепится к рейку, нижней — к гику.

## Штаговые косые паруса
- кливер
- стаксель